# Plantago sempervirens
Plantago sempervirens
Espèce
Classification phylogénétique
Plantago sempervirens, le Plantain toujours vert ou Herbe aux puces est un sous-arbrisseau de la famille des Plantaginaceae. Il est aussi nommé Badasson en Provence où il est utilisé comme plante médicinale. Il pousse sur les pelouses sèches et calcaires du sud-ouest de l'Europe.

## Description
Petit buisson très ramifié de 15 à 40 cm, ses feuilles sont opposées, parfois verticillées, sessiles, fines et linéaires, entières. 
L'inflorescence en épi d'environ 1 cm est composée de bractées dissemblables : les inférieures plus longues se terminent en pointe.

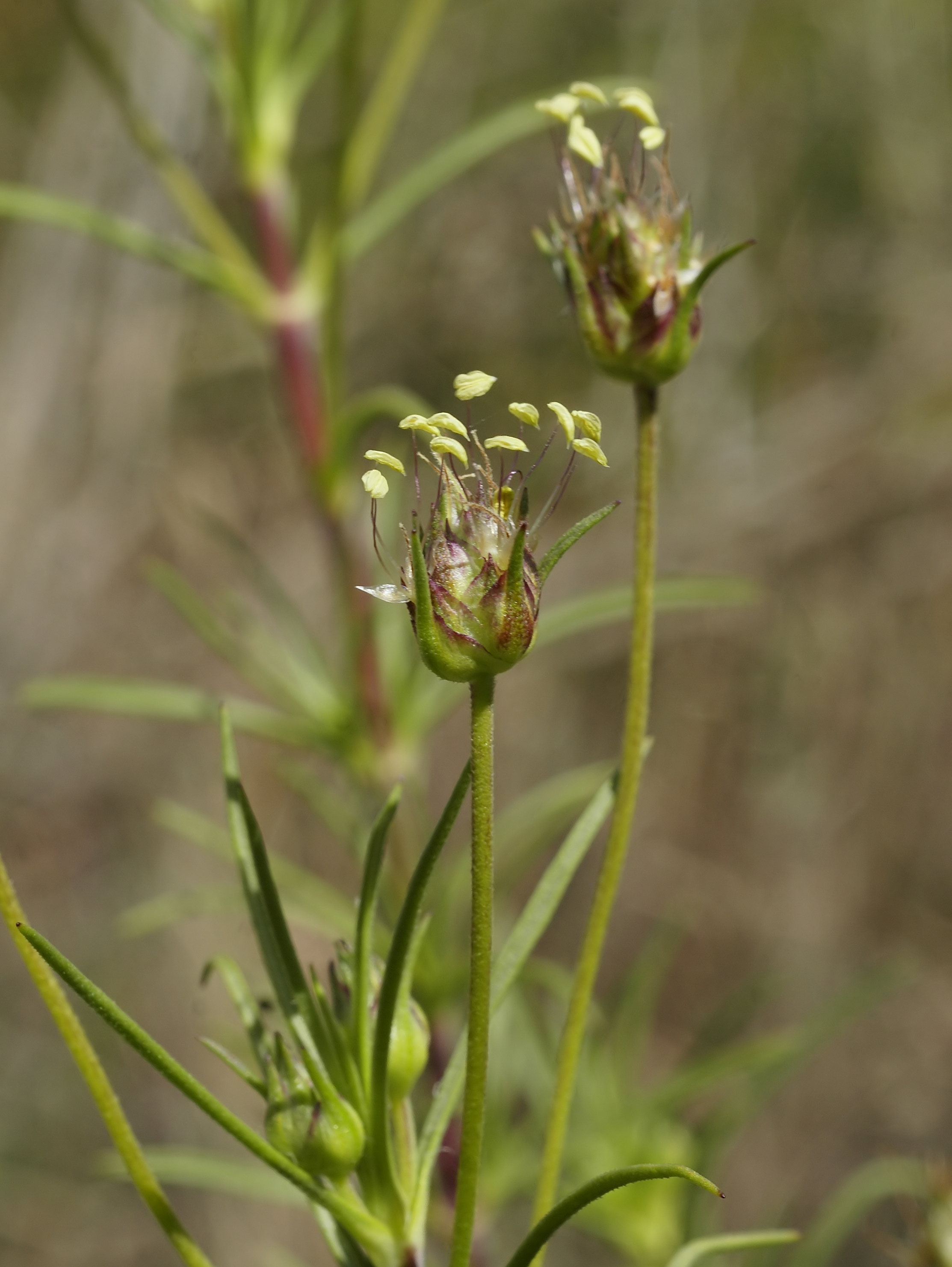
Inflorescence
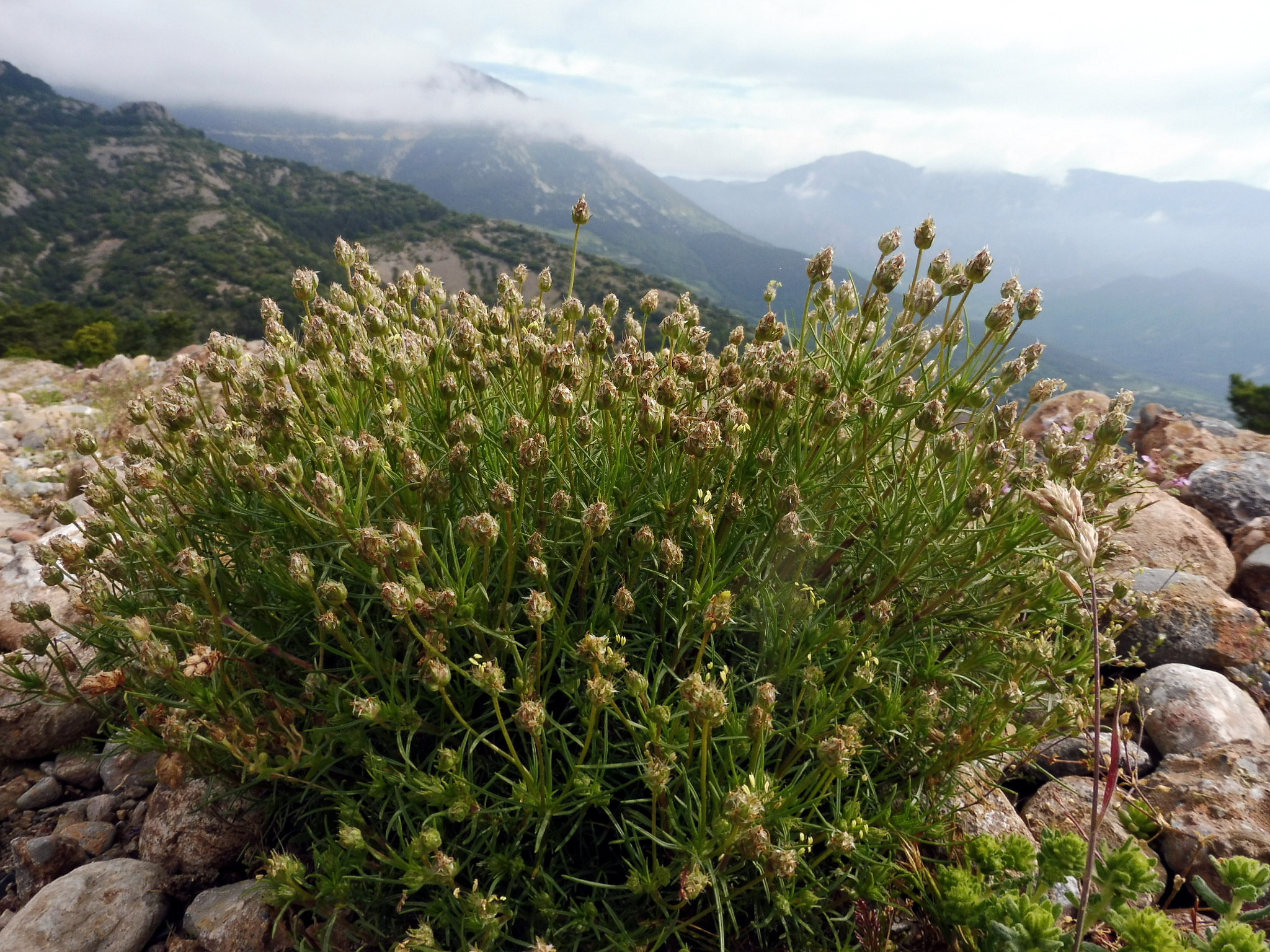
Sous-arbrisseau

### Caractéristiques
- Organes reproducteurs
  - Couleur dominante des fleurs : blanc
  - Période de floraison : mai-août
  - Inflorescence : épi simple
  - Sexualité : hermaphrodite
  - Pollinisation : anémogame
- Graine
  - Fruit : akène
  - Dissémination : barochore
- Habitat et répartition
  - Habitat type : pelouses basophiles centroeuropéennes, steppiques, des sols constitués des Alpes internes
  - Aire de répartition : européen méridional

Données d'après : Julve, Ph., 1998 ff. - Baseflor. Index botanique, écologique et chorologique de la flore de France. Version : 2014.